# Carolina Varchi
Maria Carolina Varchi (Palermo, 14 ottobre 1983) è una politica italiana, dal 23 marzo 2018 deputata alla Camera per Fratelli d'Italia e vicesindaco di Palermo dal 19 luglio 2022 al 2 febbraio 2024.

## Biografia
Nata il 14 ottobre 1983 a Palermo, dove consegue la maturità al liceo classico Umberto I, consegue la laurea magistrale in giurisprudenza presso l'Università degli Studi di Palermo nel 2009, con una tesi sulle “Politiche per la tutela dei beni culturali e il ruolo dei privati”, e diviene nel 2011 avvocato, specializzandosi nel diritto penale.
Dal 2017 al 2018 è stata presidente della sezione di Palermo dell'Associazione Italiana Giovani Avvocati.

## Attività politica

### Gli inizi nelle giovanili
Inizia la sua militanza politica nel 2000, durante l’ultimo anno al liceo, aderendo prima alla sezione di Palermo di Azione Giovani (AG), organizzazione giovanile di Alleanza Nazionale (AN), e poi ad Azione universitaria, dove dal 2002 sino alla laurea ha rappresentato gli studenti di giurisprudenza nei vari organi collegiali, tra cui il Consiglio degli studenti ove ha ricoperto il ruolo di presidente della Commissione cultura.
Nel 2004, dopo aver vinto il congresso, viene eletta presidente provinciale di Azione universitaria, la più giovane in Italia, e l'anno successivo entra a far parte dell’esecutivo nazionale di AG come dirigente.
Con la confluenza di AN nel Popolo delle libertà (PdL), a sua volta Azione Giovani confluisce nella sua organizzazione giovanile Giovane Italia (GI), di cui dal 2010 al 2012 è stata vicepresidente nazionale.
A dicembre 2012, assieme a diversi dirigenti della GI, partecipa alla scissione del PdL che porta alla fondazione di Fratelli d'Italia (FdI), con cui alle elezioni politiche del 2013 è stata candidata alla Camera dei deputati, tra le sue liste nella circoscrizione Sicilia 1, non risultando eletta.

### Deputata alla Camera
In occasione delle elezioni politiche del 2018 viene nuovamente candidata alla Camera sia nel collegio uninominale Sicilia 1 - 05 (Bagheria) che nel collegio plurinominale Sicilia 1 - 03, venendo eletta deputata nel plurinominale. Durante la XVIII Legislatura fa parte della 2ª Commissione Giustizia della Camera, all'interno della quale è il capogruppo di Fratelli d'Italia, e del Comitato consultivo sulla condotta dei deputati.
Alle elezioni europee del 2019 è stata candidata al Parlamento europeo, tra le liste di Fratelli d’Italia nella circoscrizione Italia insulare, ottenendo 14.309 preferenze ma non risultando eletta.
Nel gennaio 2020 viene nominata Responsabile del dipartimento per le Politiche per il Mezzogiorno e la coesione sociale di Fratelli d'Italia.

### Vicesindaco di Palermo
A febbraio 2022 il suo partito la propone come candidato sindaco di Palermo, ma alla fine di aprile, tuttavia, ritira tale candidatura per favorire quella di Roberto Lagalla. Il successivo 19 luglio viene nominata vicesindaco di Palermo da Lagalla stesso e riceve le deleghe al Bilancio, Tributi, Società partecipate, Beni confiscati e Legalità e Avvocatura, incarico da cui si dimetterà il 2 febbraio 2024 avendo, a suo dire, esaurito il suo compito di mettere in ordine i conti; sarà consulente del sindaco per i rapporti con il Governo.

### Rielezione alla Camera
Alle elezioni politiche anticipate del 2022 viene ricandidata alla Camera nel collegio uninominale Sicilia 1 - 02 (Palermo: Quartiere 20 - Resuttana - S. Lorenzo), sostenuta dalla coalizione di centro-destra in quota Fratelli d'Italia, oltreché in tre collegi plurinominali della Sicilia, venendo rieletta nell'uninominale con il 36,1% dei voti e superando i candidati del Movimento 5 Stelle Aldo Penna (33,7%) e del centro-sinistra Bobo Craxi (15%). Nella XIX legislatura è componente della 2ª Commissione Giustizia e segretaria dell'ufficio di presidenza della Camera dei deputati, eletta il 22 giugno 2023 al posto di Chiara Colosimo.